# Мицуна
Мицуна, мизуна, японская капуста — сортогруппа листовых овощей, которые ботанически относятся к виду Репа огородная, но в быту чаще называются листовой капустой. Двухлетнее растение, популярная овощная культура в азиатских странах.
Ранее Мицуна выделялась как самостоятельный ботанический подвид Репы — Brassica rapa subsp. nipposinica (L.H.Bailey) Hanelt, но сейчас это название считается устаревшим синонимом самого вида. При современном подходе в соответствии с правилами МКБН и МКНКР корректным названием группы сортов является Brassica rapa Taasai Group.

## Распространение
Родиной растения считается Япония, где она является национальным блюдом. На побережье Тихого океана растение культивируется с XVI века. В Северной Америке мицуна известна под названиями «зеленая горчица» и «японский зелёный салат».

## Описание
Листья растения имеют ярко-зелёный или красновато-бурый цвет, вытянуты и сильно изрезаны в хаотичном порядке. Кочан не образуется. Листья собраны в розетку. Высота взрослого растения может доходить до 40—50 сантиметров. Цветы небольшого размера и имеют светло-желтоватый цвет. Цветонос появляется на второй год вегетации, но у некоторых экземпляров при длинном световом дне цветонос может появиться уже в первом сезоне.

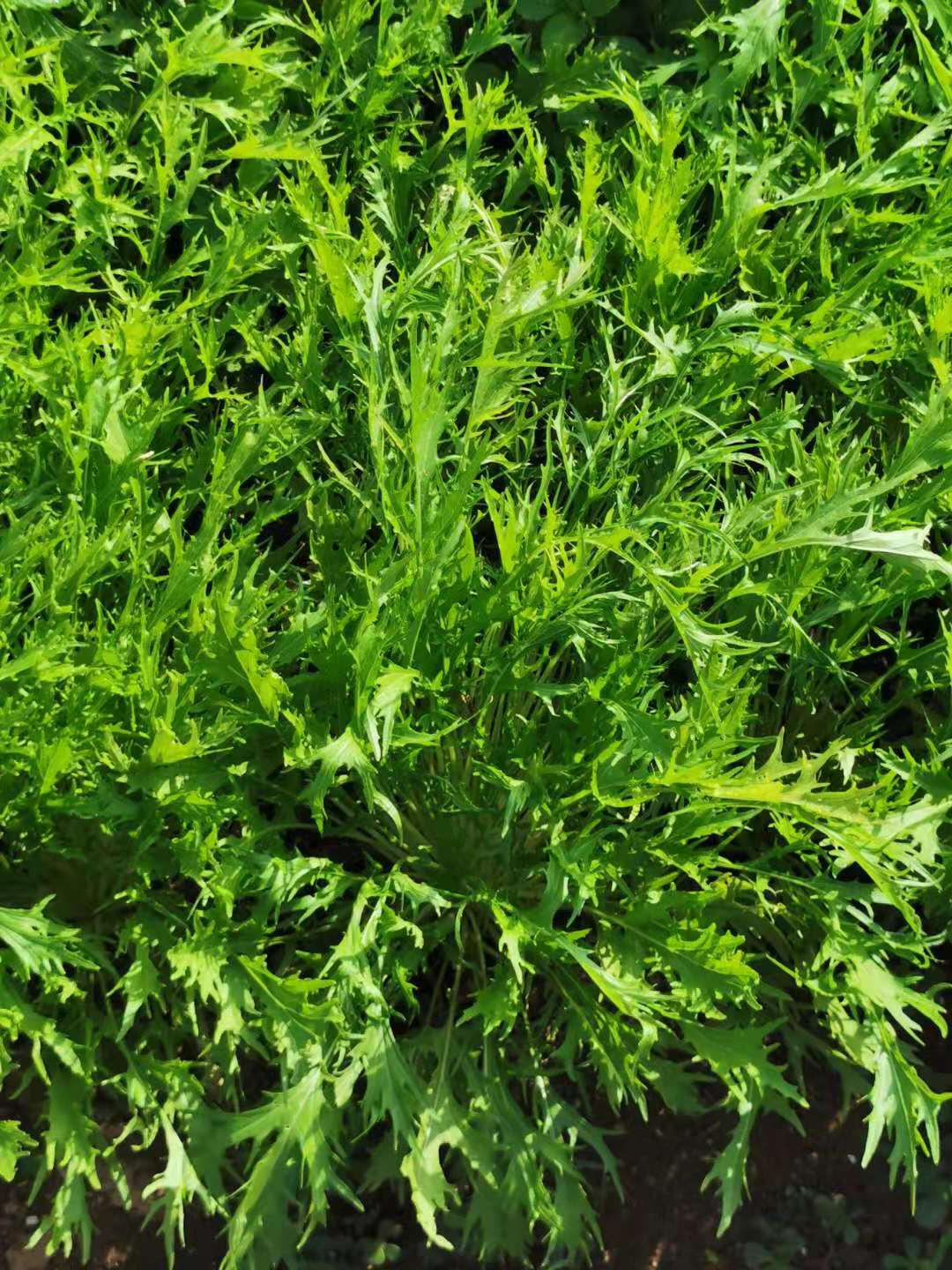
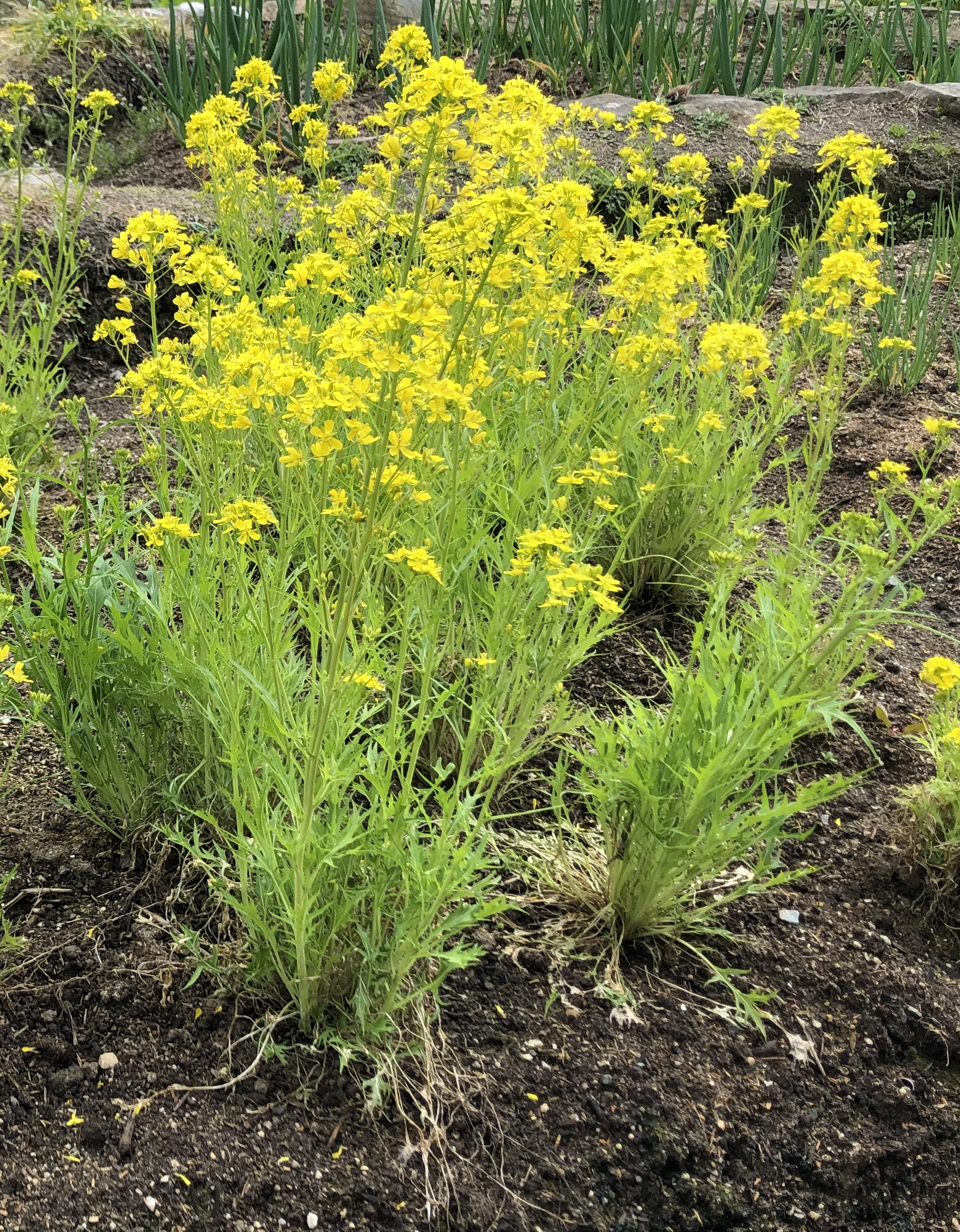
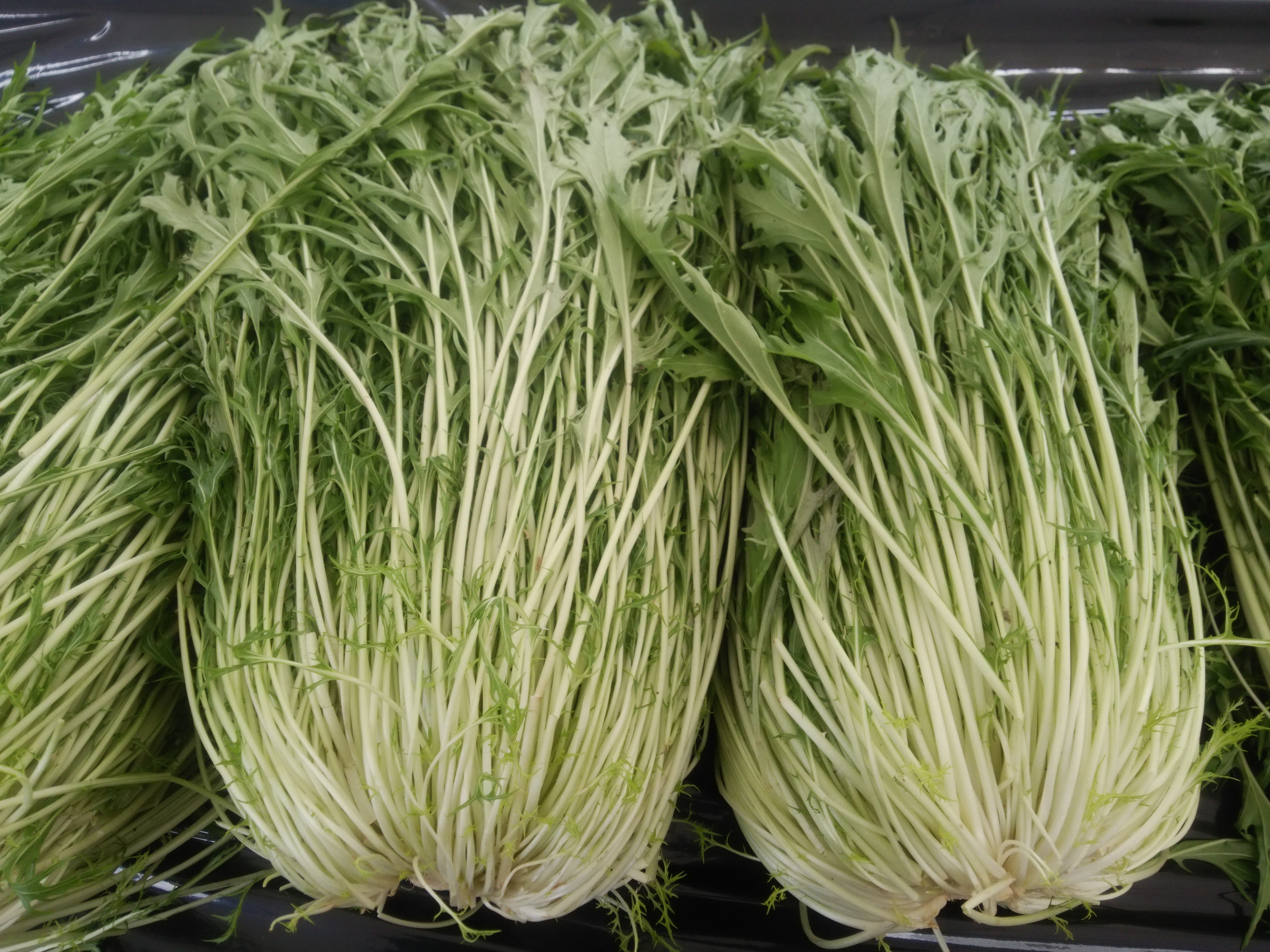
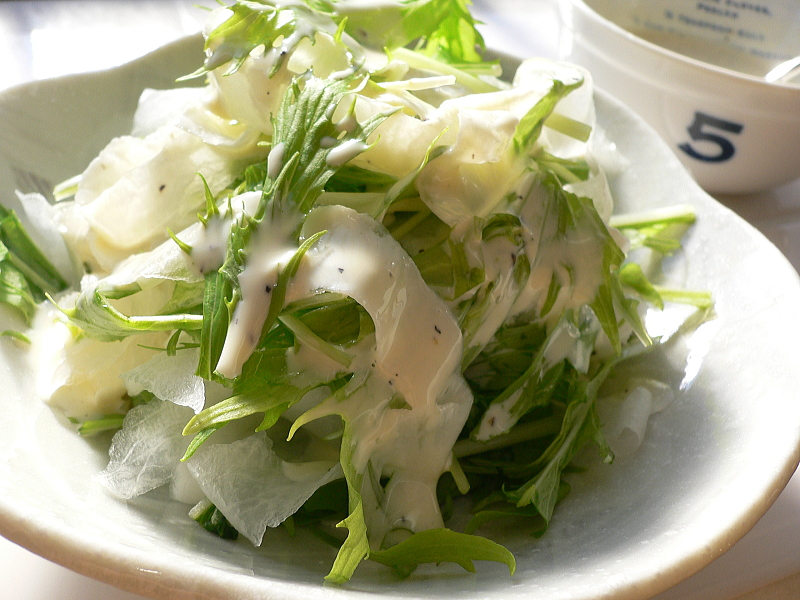

## Значение и применение
Растение неприхотливое и скороспелое. Может выращиваться в открытом грунте, теплицах и домашних условиях. Через 30—45 дней после посева мицуна готова к употреблению. Также из-за внешнего вида мицуна применяется для оформления клумб в ландшафтном дизайне.
Мицуна используется в кулинарии и имеет пряно-перечный вкус. Растение богато витаминами Е, А, К, В1, В2, В5, В9, РР и аскорбиновая кислота, бета-каротин и холин, микроэлементами и минеральными веществами, среди которых селен, магний, железо, натрий, марганец, медь, цинк, фосфор, калий и кальций.

## Таксономия
Brassica rapa subsp. nipposinica (L.H.Bailey) Hanelt, in R. Mansfeld, Verz. Landwirtsch. u. Gartn. Kulturpfl., Auf. 2, ed. J. Schultze-Motel 1: 305. 1986.
Синоним
Brassica nipposinica L.H.Bailey,